# Hachirōgata, Akita
Hachirōgata (八郎潟町 Hachirōgata-machi) là thị trấn thuộc huyện Minamiakita, tỉnh Akita, Nhật Bản. Tính đến ngày 1 tháng 10 năm 2020, dân số ước tính thị trấn là 5.583 người và mật độ dân số là 330 người/km2. Tổng diện tích thị trấn là 17 km2.